# Spalax leucodon
Spalax leucodon é uma espécie de roedor da família Spalacidae. Pode ser encontrada na Bósnia e Herzegovina, Bulgária, Grécia, Hungria, República da Macedónia, Roménia, Sérvia e Montenegro, Turquia e Ucrânia. O posicionamento taxonômico ainda é incerto, pode se tratar de uma espécie críptica.